# Mesenzana
Mesenzana is een gemeente in de Italiaanse provincie Varese (regio Lombardije) en telt 1318 inwoners (31-12-2004). De oppervlakte bedraagt 4,9 km², de bevolkingsdichtheid is 308 inwoners per km².
De volgende frazioni maken deel uit van de gemeente: Malpensata, Molino d'Anna, Pezza, Maro, Cà Bianca nuova, Pianazzo, Piatta, Alpe Cavoglio, Gesiola del monte San Martino, Le Cascine.

## Demografie
Mesenzana telt ongeveer 516 huishoudens. Het aantal inwoners steeg in de periode 1991-2001 met 20,7% volgens cijfers uit de tienjaarlijkse volkstellingen van ISTAT.
| Jaar | Inwoneraantal |
| ---- | ------------- |
| 1991 | 1020          |
| 2001 | 1231          |

## Geografie
De gemeente ligt op ongeveer 305 m boven zeeniveau.
Mesenzana grenst aan de volgende gemeenten: Brissago-Valtravaglia, Cassano Valcuvia, Duno, Grantola, Montegrino Valtravaglia.